# Marano Principato
Marano Principato (Marànu oppure  'U Principàtu in calabrese) è un comune italiano di 3 043 abitanti della provincia di Cosenza in Calabria. Posto ad ovest di Cosenza, si adagia su un contrafforte della Catena Costiera.

## Storia
Marano Principato nacque a causa di un terremoto avvenuto il giorno delle Palme del 27 marzo 1638 alle ore 22. A quel tempo c'era una lunga fascia di territorio che si estendeva lungo la dorsale costiera da Rende a Castrolibero con il nome generico di "Marano" (forse dalla famiglia Marano che l'aveva posseduta come terra feudale). In quella fascia di territorio abitava qualche contadino nelle famose "turre" (case coloniche).
Dopo il terremoto che distrusse Castelfranco e Rende, la gente delle due cittadine cominciò a trasferirsi nelle case coloniche disseminate per l'ampia campagna. La tensione si alzò, allorché nel 1684 non ci si riusciva a mettere d'accordo su chi dovesse percepire le tasse tra il Principe Sersale di Castelfranco o il Marchese Mendoza di Rende e della Valle Siciliana.
Poco mancò che gli eserciti si affrontassero, per cui il Re delegò un suo uomo di fiducia per redimere la contesa. Nella storia è scritto che questo signore si sia lasciato ammaliare da regali per cui la divisione del territorio non soddisfece per nulla gli abitanti di Castelfranco-Marano e soddisfò molto quelli di Rende-Marano. Fatto sta che una parte di Marano venne data alla giurisdizione del Principe di Castelfranco (nascendo Marano Principato) e l'altra parte veniva affidata al Marchese di Rende (dando vita a Marano Marchesato).
Fino al 1732 Castelfranco, Marano Principato, Marano Marchesato costituirono comunque un unico comune (universitas). Successivamente, si staccò Marano Marchesato e nell'anno 1800 si staccò da Castelfranco anche Marano Principato. Al confine tra Castelfranco (ora Castrolibero) e Marano Principato è collocato il casale di Pantusa (La contrada Pantusella era detta "Fontanesi" perché faceva parte della più grande contrada Fontanesi di Castelfranco) che fu un importante casale abitato nel medioevo.

## Società

### Evoluzione demografica
Abitanti censiti

## Infrastrutture e trasporti
Il comune è interessato dalle seguenti direttrici stradali:

## Amministrazione

### Sindaci dal 1946 ad oggi
- Sabatino Savaglio dal 29 giugno 1946 al 10 giugno 1956
- Pietro Tenuta
- Mario Trozzo
- Elio Molinaro
- Alessandro Tenuta
- Luigi Pulice
- Giuseppe Salerno

## Sport

### Calcio
Marano Principato è rappresentato nel calcio dilettantistico dall'Unione Sportiva Marano, squadra di calcio nata nel 2015 e affiliata alla FIGC. La stessa società nasce con l'intento di unire le due comunità di Marano Principato e del limotrofo Marano Marchesato. La sede è in via Curcio a Marano Marchesato. Le gare interne si svolgono presso il Campo Sportivo “Vincenzo Tenuta” di Marano Principato. Gli allenamenti si svolgono nell'impianto sportivo di Calcio a 11 di Contrada Malvitani a Marano Marchesato. La scuola calcio svolge la sua attività presso l'impianto sportivo di calcio a 5 di via Donnu Saveru a Marano Marchesato.
Nella stagione sportiva 2015/2016, la prima della sua storia, la prima squadra ha preso parte al campionato provinciale di terza categoria - delegazione di Cosenza.
Dalla stagione sportiva 2020/2021 l’US MARANO milita nel Campionato Regionale di Prima Categoria Calabrese.